# Club Deportivo Portugués
El Club Deportivo Portugués fou un club de futbol veneçolà de la ciutat de Caracas.
Va ser fundat l'agost de 1952.

## Palmarès
- Lliga veneçolana de futbol:[2]
  - 1958, 1960, 1962, 1967

- Copa veneçolana de futbol:[3]
  - 1959, 1972